# توم كير
توم كير (بالإنجليزية: Tom Kerr)‏ هو فنان قصص مصورة بريطاني، ولد في القرن العشرين.